# Lazarivka, Monastîrîska
Lazarivka (în ucraineană Лазарівка) este localitatea de reședință a comunei Lazarivka din raionul Monastîrîska, regiunea Ternopil, Ucraina.

## Demografie
Componența lingvistică a localității Lazarivka
     Ucraineană (100%)
Conform recensământului din 2001, toată populația localității Lazarivka era vorbitoare de ucraineană (100%).